# جسر إيزدخواست
جسر إيزدخواست (بالفارسية: پل ایزدخواست) هو جسر تاريخي يعود إلى عصر السلالة الصفوية، ويقع في إيزدخواست.